# Shahmau
Shahmau fou un estat tributari protegit del tipus talukdari a Oudh. Era governat per una dinastia Kanhapuria iniciada per Kandhe Rao, 11è descendent de Rahas Singh Kanhapuria. Raja Dirgat Singh va morir el 1879 i el va succeir Sukh Mangal Singh de Tiloi, adoptat, que des de l'1 de gener de 1879 havia rebut el títol de rajà com a distinció personal.